# Egon Schübeler

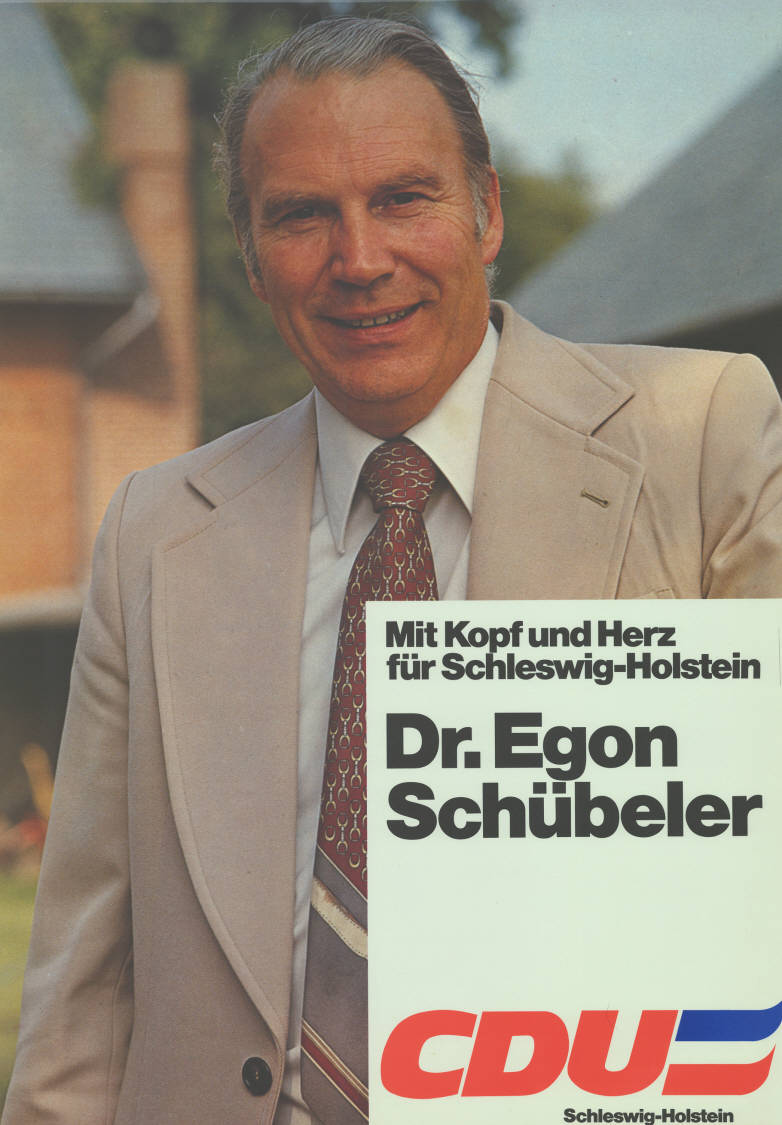
Kandidatenplakat zur Landtagswahl in Schleswig-Holstein 1979

Egon Schübeler (* 4. September 1927 in Flensburg; † 20. Januar 2022) war ein deutscher Politiker (CDU). Er war von 1975 bis 1987 Zweiter Vizepräsident des Landtages von Schleswig-Holstein.

## Leben
Nach dem Abitur absolvierte Schübeler ein Studium der Landwirtschaft, welches er als Diplom-Landwirt beendete. 1955 erfolgte seine Promotion zum Dr. agr. an der Christian-Albrechts-Universität Kiel mit der Arbeit Die relative Leistungsfähigkeit landschaftlich gebundener Betriebstypen in Schleswig-Holstein. Anschließend war Schübeler als selbständiger Landwirt auf dem eigenen Hof Rüggesnorgaard tätig. Von 1955 bis 1978 war er ehrenamtlicher Bürgermeister der Gemeinde Rügge. Er schrieb die Chronik der Gemeinde Rügge, die 1995 erschien.
Egon Schübeler ist evangelisch, verheiratet mit Jutta, geb. Schattke, sie haben gemeinsam drei Kinder: Dirk, Karen van den Berg und Axel.
Egon Schübeler starb am 20. Januar 2022 im Alter von 94 Jahren.

## Partei
Schübeler trat 1953 in die CDU ein.

## Abgeordneter
Er gehörte von 1955 bis 1970 dem Kreistag des Kreises Schleswig an.
Von 1967 bis 1987 war er Mitglied des Landtages von Schleswig-Holstein. Dort war er von 1971 bis 1975 stellvertretender Vorsitzender der CDU-Landtagsfraktion und stellvertretender Vorsitzender des Volksbildungsausschusses sowie von 1979 bis 1987 stellvertretender Vorsitzender des Ausschusses für Kultur, Jugend und Sport. Am 26. Mai 1975 wurde er zum Zweiten Landtagsvizepräsidenten gewählt und 1979 und 1983 jeweils im Amt bestätigt.
Egon Schübeler ist 1967 als direkt gewählter Abgeordneter des Wahlkreises Südangeln-Schwansen und seit 1971 als Abgeordneter des Wahlkreises Schleswig-West in den Landtag eingezogen.

## Ehrungen
Am 28. Januar 1985 wurde Schübeler das Große Verdienstkreuz des Bundesverdienstkreuzes verliehen.